# ۱۸۶۱
۱۸۶۱ (میلادی) هزار و هشتصد و شصت و یکمین سال تقویم میلادی است.

## رویدادها
آغاز دوره ریاست جمهوری آبراهام لینکلن

## زادگان
- ۱۴ ژانویه - محمد ششم، آخرین پادشاه عثمانی (م. ۱۹۲۶)
- ۷ مه - رابیندرانات تاگور، شاعر و نویسندهٔ هندی و برندهٔ جایزه نوبل ادبیات (م. ۱۹۴۱)
- ۱۵ فوریه – شارل ادوارد گیوم، فیزیک‌دان سوئیسی (د. ۱۹۳۸)
- ۴ اکتبر – فردریک رمینگتون، نویسنده، نقاش، و مجسمه‌ساز آمریکایی (د. ۱۹۰۹)
- شیخ خزعل کعبی _حاکم محمره

## درگذشتگان
- ۸ آوریل - الیشا اوتیس، مخترع آمریکایی (ت. ۱۸۱۱)
- ۲۵ ژوئن - عبدالمجید یکم، سلطان عثمانی (ت. ۱۸۲۳)
- ۲ ژانویه – فریدریش ویلهلم چهارم، سیاست‌مدار آلمانی (ز. ۱۷۹۵)
- ۳ ژوئن – استیون ای. داگلاس، قاضی، وکیل، و سیاست‌مدار آمریکایی (ز. ۱۸۱۳)
- ۲۹ ژوئن – الیزابت برت براونینگ، شاعر بریتانیایی (ز. ۱۸۰۶)